# Йовичич, Зоран
Зоран Йовичич (словен. Zoran Jovičič; род. 4 ноября 1975, Тузла) — словенский гандболист, игравший на позиции левого полусреднего.

## Карьера

### Клубная
Всю свою карьеру провёл в чемпионате Словении. Выступал за клубы: «Словень-Градец», «Пруле 67», «Голд Клаб» и «Копер». Карьеру завершил в 2012 году.

### В сборной
В составе сборной Словении провёл 140 игр и забил 394 гола. Серебряный призёр чемпионата Европы 2004 года. На Олимпийских играх занял 11-е место со сборной.

## Достижения
- Чемпион Словении: 2002, 2011
- Обладатель Кубка Словении: 2002, 2008, 2009, 2011